# Mark Selby
Mark Anthony Selby (Leicester, 1983. június 19. –) angol profi világbajnok snookerjátékos, Triple crown-győztes.

## A 2007-es világbajnokság
A 2007-es világbajnokság első fordulójában Stephen Lee-t kapta ellenfeléül, és úgy nyert 10-7-re, hogy Lee már 5-0-ra vezetett, de ekkor Selby nyolc játszmát nyert zsinórban. Selby egy korábbi világbajnok, Peter Ebdon legyőzésével jutott a negyeddöntőbe, ahol Allister Cartert kapta ellenfeléül. Ezen a rendkívül szoros meccsen Selby 11-8-ra vezetett, de Carter 11-12-re fordított, ám 13-12-re végül a "Jester from Leicester" nyert. Talán a döntőbe jutásért kellett a leginkább megküzdenie a 2005-ös világbajnok, Shaun Murphy ellen. Murphy-nek 14-16-nál már csak egy játékot kellett volna nyernie, de Selbynek sikerült fordítania, és életében először bejutott a vb-döntőbe. A mérkőzés elején ezúttal is az ellenfél, John Higgins húzott el, és az első nap után 12-4-re vezetett. Az angol másnap 12-10-re felküzdötte magát, de végül 18-14-re kikapott.

## 2007/08-es szezon
2008 januárban megnyerte a Saga Masters-t. A döntőben Stephen Lee-t győzte le 10-3-ra. Selby a Málta kupán hamar kiesett. A Welsh Open-en viszont ismét remekelt a Jester from Leicester becenévre hallgató angol: bejutott a döntőbe, ahol Ronnie O’Sullivan-t kellett legyőznie. Először Ronnie elhúzott tőle, 8-5-ös vezetésnél már csak egy frame kellett volna Ronnie-nak, amikor Selby 4 frame-et nyert zsinórban, és ezzel megszerezte az első pontszerző tornagyőzelmét. A meccs után azt nyilatkozta, hogy meg szeretné nyerni a világbajnokságot.